# Гатча (река)
Гатча́ или Гатчаса́й (узб. Gatchasoy, Гатчасой) — пересыхающая горная река (сай) в Нуратинском районе Навоийской области.

## Описание
Длина реки составляет 18 км. В бассейне выпадает мало осадков, поэтому русло часто лежит сухим. В период весенних ливневых дождей сай многоводен.
Исток реки расположен на северо-западном склоне Нуратинского хребта, не очень высоко (около 1000 м). Гатча образуется от слияния 8 небольших истоков. Большую часть течения русло ориентировано в северо-западном направлении, но имеет небольшие петли. В низовьях поворачивает на северо-восток, выходя в пустыню Кызылкум. Здесь Гатча пересекается с автодорогой Р-55.
По руслу сая проложена тропа, прорыты колодцы Галляган, Чалкудук, Гульсун, Гатча. Перед устьем по берегам имеются посевы саксаула. В 5 км к северо-западу от посёлка Кызылча (Кошрабад) поглощается песками.

## Палеонтологические находки
По Гатчасаю сделаны многочисленные находки хитинозоев.